# Paolo Aproino
Paolo Aproino (Treviso, 1586 – Venezia, 12 marzo 1638) è stato un fisico italiano.

## Biografia
Figlio di Girolamo, celebre medico, fu iscritto nel 1605 alla facoltà degli artisti dell'università di Padova, dove fu scolaro particolare di Galileo Galilei, che lo scelse come assistente negli studi di meccanica insieme a Daniele Antonini. Conseguita la laurea, ritornò a Treviso nel 1608 e mantenne rapporti personali ed epistolari con Gallieo. Nel 1612 abbracciò lo stato ecclesiastico e divenne canonico della cattedrale di Treviso.
Oltre alle attività come assistente di Galilei, Aproino è ricordato per aver ideato il cornetto acustico, uno strumento "per avvicinare il suono" che offrì al granduca di Toscana attraverso i buoni uffici chiesti e ottenuti da Galileo. Lo strumento fu descritto in una lunga lettera a Galileo del 27 luglio 1613.
Galileo lo introdusse come interlocutore, insieme con Filippo Salviati e Giovanfrancesco Sagredo, nella cosiddetta Sesta giornata dei "Discorsi e dimostrazioni matematiche intorno a due nuove scienze", pubblicata per la prima volta  (postuma) nel 1718.